# Khari Blasingame
Khari Blasingame (Huntsville, 1º luglio 1996) è un giocatore di football americano statunitense che milita nel ruolo di fullback per i Philadelphia Eagles della National Football League (NFL).

## Carriera universitaria
Dopo avere frequentato la Buckhorn High School di Huntsville, Alabama, distinguendosi per un buon rendimento sia come giocatore d'attacco sia di difesa, a partire dal 2014 giocò a football a Vanderbilt.

## Carriera professionistica
Dopo non essere stato scelto nel Draft NFL 2019, Blasingame il 3 maggio firmò con i Minnesota Vikings. Il 31 agosto successivo venne svincolato, rifirmando il giorno successivo per la squadra di allenamento. Il 13 novembre 2019 si trasferì ai Tennessee Titans, con cui trova undici giorni dopo il debutto assoluto tra i professionisti, disputando da titolare la partita del 12º turno vinta contro i Jacksonville Jaguars. Nel 2021 rimase nella rosa dei Titans.
Il 22 marzo 2022 Blasingame sfirmò con i Chicago Bears come free agent.
Il 3 dicembre 2024 Blasingame firmò con la squadra di allenamento dei Philadelphia Eagles. Disputò tre partite durante la stagione regolare 2024 sostituendo l'infortunato fullback Ben VanSumeren.

## Palmarès
- Super Bowl : 1

Philadelphia Eagles: LIX
- National Football Conference Championship: 1

Philadelphia Eagles: 2024